# Lucas Oudard
Pas d'image ? Cliquez ici

a Compétitions nationales et continentales officielles uniquement.

Dernière mise à jour le 25 octobre 2024.
Lucas Oudard, né le 13 juin 2001, est un joueur français de rugby à XV évoluant aux postes de troisième ligne aile ou d'ailier avec le Stade aurillacois.

## Biographie

### Jeunesse et formation
Lucas Oudard naît le 13 juin 2001. Lucas Oudard commence la pratique du rugby à XV à l'âge de six ans au Football club villefranchois, en Haute-Garonne. Après onze saisons, Oudard intègre le pôle espoirs de Toulouse. Il rejoint ensuite le Racing Club narbonnais pour évoluer dans le championnat Élite Crabos durant son année de terminale.
Après l'obtention de son baccalauréat avec mention très bien, il est admis en PeiP (Parcours des écoles d'ingénieurs Polytech) à Polytech Clermont en 2019, tout en intégrant le centre de formation de l'ASM Clermont Auvergne, devenant capitaine de l'équipe espoirs. Pendant deux ans, il joue en double licence, en championnat espoirs avec l'ASM et en Fédérale 2 avec le Rugby Club Clermont Cournon d'Auvergne. Lucas Oudard participe aux éditions 2021, 2022 et 2023 du Supersevens avec l'équipe de rugby à sept de l'ASM Clermont, dont il est le capitaine lors des deux dernières saisons,.
Au mois de juin 2024, il est sélectionné pour le Championnat du monde universitaire de rugby à sept avec l'équipe de France à l'issue duquel il est sacré champion du monde avec son coéquipier des espoirs de l'ASM Samuel M'Foudi,.

### Carrière professionnelle
Lucas Oudard rejoint le Stade aurillacois au début de la saison 2024-2025, afin d'obtenir davantage de temps de jeu. Il signe un contrat de deux saisons avec le club cantalien. Oudard fait ses débuts professionnels lors de la première journée de Pro D2 face au Soyaux Angoulême XV Charente, entrant en jeu au poste d'ailier, alors qu'il est troisième ligne de formation. La semaine suivante, il fait ses débuts en tant que titulaire en Pro D2 lors de la deuxième journée, durant une défaite du Stade aurillacois au stade Michel-Bendichou face à Colomiers Rugby. Il inscrit son premier essai à la suite d'un maul où il se joint à son pack d'avants, réussissant à se dégager pour marquer. Il enchaîne ensuite les rencontres, grâce à sa polyvalence et sa capacité d'adaptation.

## Vie personnelle
En dehors du terrain, Lucas Oudard est diplômé en génie physique option énergies, à Polytech de Clermont-Ferrand.

## Palmarès
- Vainqueur du Championnat du monde universitaire de rugby à sept en 2024 avec l'équipe de France.